# Popillia lemoulti
Popillia lemoulti är en skalbaggsart som beskrevs av Ohaus 1913. Popillia lemoulti ingår i släktet Popillia och familjen Rutelidae. Inga underarter finns listade i Catalogue of Life.